# Alexander Lüderitz (Rechtswissenschaftler)
Alexander Lüderitz (* 19. März 1932 in Göttingen; † 4. Juli 1998 in Köln) war ein deutscher Rechtswissenschaftler und Professor für Bürgerliches Recht, Zivilprozessrecht, internationales Privatrecht und Rechtsvergleichung an der Universität zu Köln.

## Leben
Alexander Lüderitz wuchs in Düsseldorf, Hamburg, Altona und Hildesheim auf. Er studierte Rechtswissenschaften an der Universität zu Köln und der Université de Lausanne. Es folgten die Promotion mit einer Arbeit über Kumulation und Grundsatz des schwächeren Rechts im internationalen Privatrecht (Köln 1957) und Habilitation mit einer Schrift zur Auslegung von Rechtsgeschäften. Vergleichende Untersuchung angloamerikanischen und deutschen Rechts (Karlsruhe 1966).
Lüderitz lehrte von 1966 bis 1971 an der Johann Wolfgang Goethe-Universität Frankfurt am Main, bevor er 1971 neben seinem akademischen Lehrer Gerhard Kegel Direktor am Kölner Institut für internationales und ausländisches Privatrecht wurde. Nach der Emeritierung Kegels übernahm er 1978 die alleinige Leitung des Instituts.
Alexander Lüderitz wirkte umfassend im deutschen und internationalen Privatrecht. Unter anderem kommentierte er in der elften und zwölften Auflage des Soergel'schen Kommentars Teile des EGBGB und der nicht kodifizierten Teile des IPR sowie des Wiener UN- und des Haager Einheitlichen Kaufrechts und verfasste ein „prägnantes Lehrbuch“ (so Schack, IPRax 1999, 58) zur gleichen Thematik. Außerdem verfasste er ein Lehrbuch (Beitzke/Lüderitz) und Kommentierungen zum deutschen Familienrecht, letztere zum Adoptionsrecht in der zweiten und dritten Auflage des Münchener Kommentars.

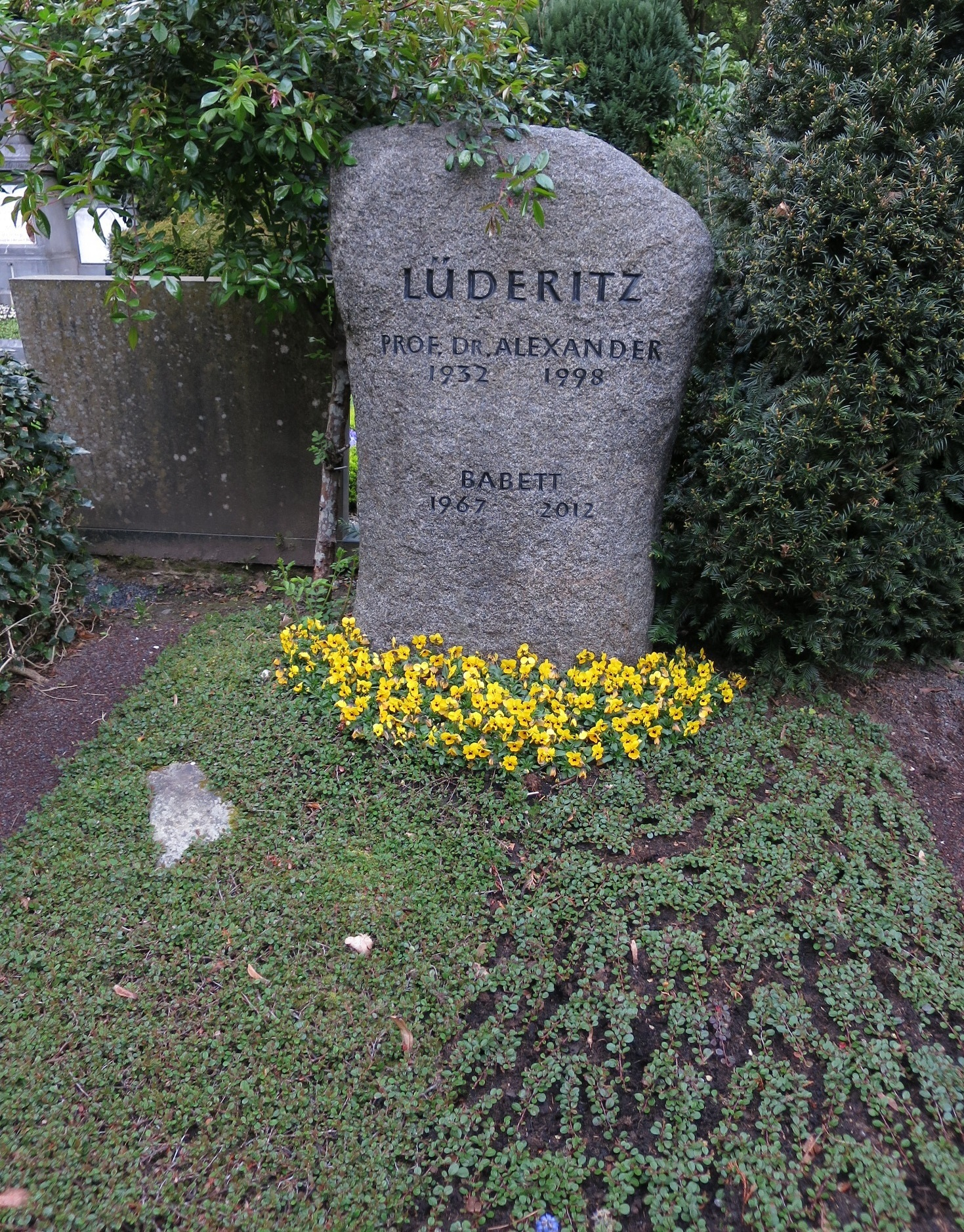
Grab auf Friedhof Melaten

Seine Rechtskenntnis spiegelt sich auch in zahlreichen Gutachtenanfragen wider, in denen deutsche Gerichte das von ihm geleitete Institut für internationales und ausländisches Privatrecht der Universität zu Köln um Rat nachsuchten. Daneben engagierte er sich stark im Lehrbetrieb seiner Universität, unter anderem zeitweise als Dekan, Senatsvertreter und geschäftsführender Direktor des Kölner Rechtswissenschaftlichen Seminars. Die Bereicherung durch Internationalität, die ihm selbst bei Forschungsaufenthalten und als Gastprofessor widerfuhr, gab er durch die Einrichtung und Pflege studentischer und wissenschaftlicher Austauschprogramme an seine Schüler weiter. 
In seinem Nachlass verfügte Lüderitz die Errichtung der Alexander-Lüderitz-Stiftung, die von seiner Frau Renate (1927–2021) gegründet wurde.
Seine Grabstätte befindet sich auf dem Kölner Friedhof Melaten (Flur 5 (P)).

## Auszeichnungen
- 1997 Ehrendoktorwürde der Universität Clermont-Ferrand I

## Nachrufe
- Gerhard Kegel: Neue Juristische Wochenschrift (NJW). 1998, 3031.
- Schack: Praxis des Internationalen Privat- und Verfahrensrechts (IPRax). 1999, 58.
- Schack: Gedächtnisschrift Alexander Lüderitz. München 2000.